# Pertusaria salax
Pertusaria salax är en lavart som beskrevs av Brusse. Pertusaria salax ingår i släktet Pertusaria och familjen Pertusariaceae.   Inga underarter finns listade i Catalogue of Life.